# Samsung Galaxy Trend Plus
Samsung Galaxy Trend Plus (GT-S7580) es un teléfono inteligente de la empresa Samsung que lo ha comercializado a finales de 2013. La fecha oficial de lanzamiento fue el 2 de diciembre de 2013. El sistema operativo es Android v4.2.2 Jelly Bean.
El Samsung Galaxy Trend Plus tiene un procesador de doble núcleo a 1.2 GHz y 768 megabytes de RAM. La capacidad de almacenamiento es de para MicroSD 2 hasta 64 gigabytes. Su memoria interna es de 4GB (2GB para ser utilizado por el usuario). La pantalla de 4 pulgadas. La capacidad de la batería es de 1500 mAh. La tarjeta SIM es una Mini-SIM estándar.